# Chasmosaurus
Chasmosaurus byl asi 5 až 7 metrů dlouhý rohatý býložravý dinosaurus, vážící kolem 1200 až 2000 kg. Známý je z dobře dochovaných fosilních pozůstatků tří druhů. Žil asi před 76 až 75 milióny let na západě dnešní Kanady (provincie Alberta, geologické souvrství Dinosaur Park a souvrství Oldman).

## Popis
Tento čtyřnohý rohatý dinosaurus představoval zástupce podčeledi Ceratopsinae, někdy také nazývané Chasmosaurinae. Měl kostěný límec delší než zbývající část hlavy, poměrně nízkou lebku a dva nadočnicové rohy delší než roh nosový. Kostěný límec chasmosaura byl na hranách pokrytý malými kostěnými výrůstky, které byly největší v horních rozích límce. Disponoval též znaky typickými pro všechny velké ceratopsy – disponoval krátkým ocasem, silným zobákem a vystupujícími lícními kostmi. V rámci podčeledě Ceratopsinae byl nejblíže spřízněný s rodem Pentaceratops a Agujaceratops, kterého v minulosti považovali za druh Chasmosaurus mariscalensis.
Rod Chasmosaurus patří mezi pár dinosaurů, u kterých známe i otisky kůže (mezi další patří například Microraptor, Carnotaurus, Edmontosaurus). Na základě těchto zkamenělin víme, že v kůži měl chasmosaurus velký počet malých kostěných hrbolů.

## Druhy
Dnes jsou známy čtyři druhy (čtvrtý získal vlastní rodové jméno – Agujaceratops) – Chasmosaurus belli, Chasmosaurus russelli a Chasmosaurus irvinensis. Hojný druh Chasmosaurus belli se vyznačoval dvěma formami, dlouhorohou a krátkorohou. Tyto rozdíly možná zapříčinil sexuální dimorfismus. Chasmosaurus russelli se, nepočítaje detaily stavby lebky, odlišoval od druhu Chasmosaurus belli většími tělesnými rozměry a delším nosovým rohem. Chasmosaurus irvinensis představoval zvláštní druh, neměl totiž nadočnicové rohy. Dalším jeho znakem byly zmenšené odlehčovací otvory v kostěném límci. V roce 2010 dostal C. irvinensis nové rodové jméno - Vagaceratops.

## Objev mláděte
V roce 2013 byl zveřejněn objev skvěle zachovalého mláděte druhu C. belli z Alberty. Asi 1,5 metru dlouhé mládě zřejmě kdysi dávno utonulo a s výjimkou předních končetin se dochovala prakticky kompletní kostra. Exemplář tak poskytl velmi cenné informace o růstových změnách ceratopsidů.

### Česká literatura
- SOCHA, Vladimír (2021). Dinosauři – rekordy a zajímavosti. Nakladatelství Kazda, Brno. ISBN 978-80-7670-033-8 (str. 105)